# Abbas Aïssaoui
Pour les articles homonymes, voir Aïssaoui.
Abbas Aïssaoui est un footballeur algérien né le 5 octobre 1986 à El Bayadh. Il évolue au poste de milieu défensif.

## Biographie
Il évolue en Division 1 avec de nombreux clubs : l'ASO Chlef, le CR Belouizdad, l'USM El Harrach, le MC Oran, l'USM Bel Abbès, et enfin le CRB Aïn Fakroun.
Il joue plus de 100 matchs en première division algérienne, et se classe deuxième du championnat en 2008 avec l'équipe de l'ASO Chlef.
Il dispute également avec Chlef huit matchs en Coupe de la confédération, inscrivant un but.

## Palmarès
- Vice-champion d'Algérie en 2008 avec l'ASO Chlef.
- Accession en Ligue 1 en 2014 avec l'ASM Oran.